# Бакбакти
Бакбакти́ (каз. Бақбақты) — село у складі Балхаського району Алматинської області Казахстану. Адміністративний центр та єдиний населений пункт Бакбактинського сільського округу.
Населення — 3961 особа (2021; 4089 у 2009, 4048 у 1999, 4521 у 1989).